# Bergwerk Penzberg
Das Bergwerk Penzberg war eines von mehreren Pechkohlebergwerken in den bayerischen Voralpen zwischen Lech und Inn. Von 1796 bis 1966 wurden über 25 Millionen Tonnen Kohle gefördert. Das mächtigste Relikt ist die Berghalde am Ostrand der Stadt, heute ein Freizeit- und Erholungsgebiet. Neben dem Bergwerksmuseum und dem Bergbau-Rundweg erinnern einige Bergbaudenkmäler und Straßennamen an die Bedeutung des Bergwerks für den Ort.

## Kohlenvorkommen
Das Grubenfeld des Penzberger Bergwerks war im Osten von der Isar (bei Bad Tölz) und im Westen von der sogenannten Olympiastraße begrenzt. Die Kohle förderten die Bergleute aus der „Penzberger Mulde“, der kleinen „Langsee-Mulde“ und der großen „Nonnenwald-Mulde“. In der Penzberger Mulde waren 5 von 24 Flözen und bei der Nonnenwald-Mulde 9 von insgesamt 31 Flözen bauwürdig.
| Bezeichnung                 | Funktion      | Teufe in m | Querschnitt in m | Jahr      |
| --------------------------- | ------------- | ---------- | ---------------- | --------- |
| Karl-Schacht                | Förderung     | 99         | 2 × 5            | 1840–1874 |
| Isabellen-Schacht           | Förderung     | 196        | 2 × 7            | 1851–1875 |
| Herzog-Karl-Theodor-Schacht | Förderung     | 192        | 2 × 10           | 1874–1937 |
| Pumpenschacht               | Wasserhaltung | 206        | 2 × 2            | 1875–1937 |
| Wetterschacht               | Bewetterung   | 192        | 2 × 6            | 1889–1937 |
| Henle-Schacht               | Förderung     | 424        | 2,5 × 7          | 1891–1937 |

| Bezeichnung               | Funktion    | Teufe in m | Querschnitt in m | Jahr      |
| ------------------------- | ----------- | ---------- | ---------------- | --------- |
| Nonnenwald-Wetterschacht  | Bewetterung | 200        | 2 × 3,5          | 1890–1955 |
| Nonnenwaldschacht         | Förderung   | 684        | Ø 5,1            | 1918–1967 |
| Hohenbirken-Wetterschacht | Bewetterung | 636        | Ø 4              | 1954–1967 |

## Geschichte

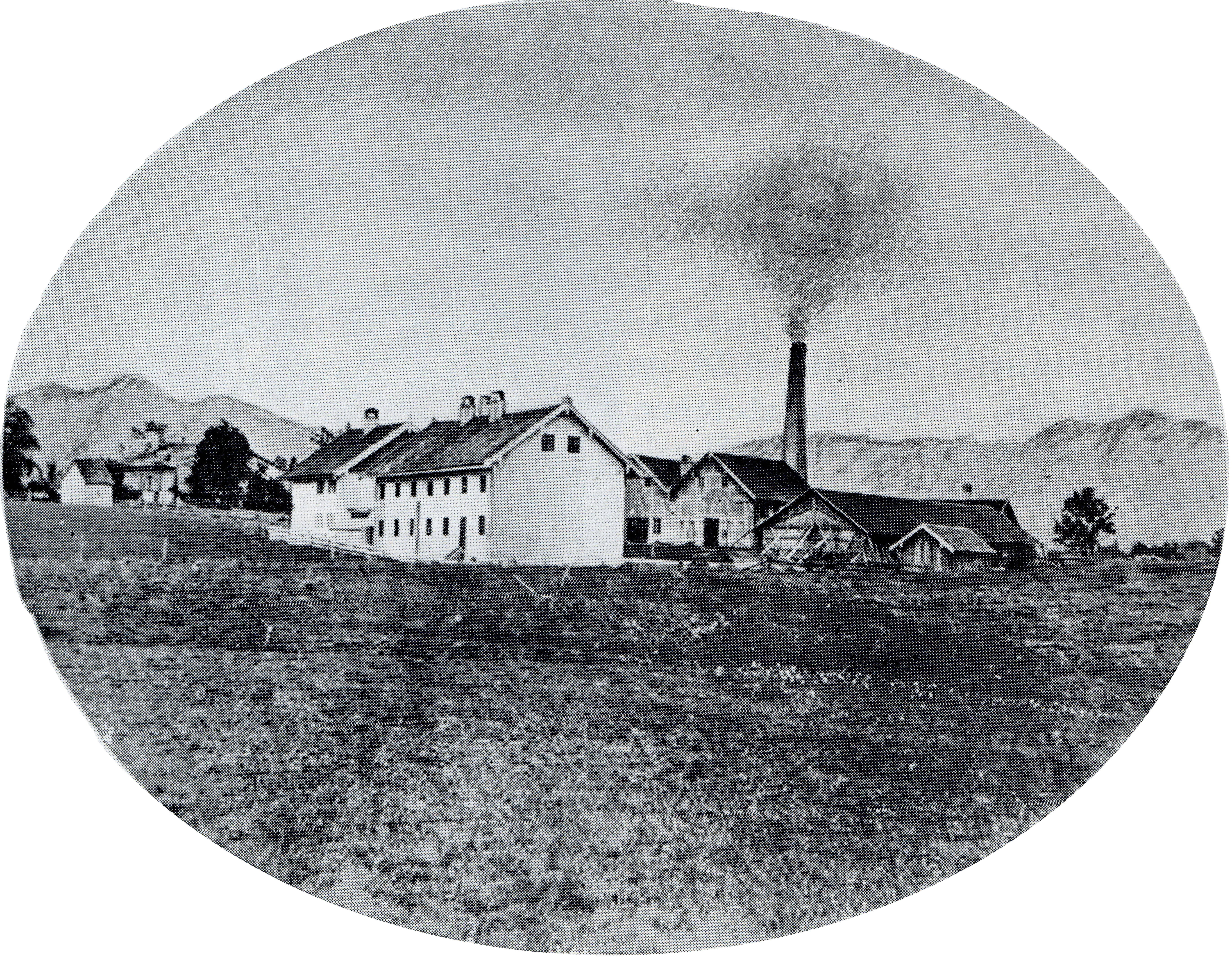
Isabellenschacht um 1860

Oberländische Steinkohlengewerkschaft
Erste Abbauversuche fanden dort bereits im Jahr 1557 im Benediktbeurer Distrikt statt. 1692 wurde der Abbau als Folge des Dreißigjährigen Kriegs eingestellt und geriet in Vergessenheit. 1756 gab es Hinweise auf eine „Stainkohln-Zeche in Spensberg“. 1785 kam es zum Streit zwischen dem Kloster Benediktbeuern und der Kurfürstlichen Hofkammer um die Abbaurechte. 1792 entdeckte der bayerische Berg- und Münzrat Mathias von Flurl die Kohlevorkommen und 1796 wurde die Oberländische Steinkohlengewerkschaft gebildet, die Karl-Theodor-Zeche wurde übergeben. 1806 wurde der Kohleabbau wegen Absatzmangel eingestellt.
Eichthal’scher Bergbau
1828 lässt Bernhard Freiherr von Eichthal den 250 Meter langen Tiefen Stollen auffahren und der planmäßige Untertagebergbau hat begonnen. Die Kohle wurde bis 1860 gefördert und später wurde der Stollen in Eiform ausgemauert. Er diente als Wasserstollen zur Ableitung der Grubenwässer. 1836 übernahm sein Bruder Simon Freiherr von Eichthal und vergrößerte das Grubenfeld. 1841 übergab Simon Freiherr von Eichthal seinen Grubenbesitz an seinen Sohn Karl Freiherr von Eichthal und bekommt 1850 das privilegierte Distriktfeld verliehen. Große wirtschaftliche Bedeutung und hohe Fördermengen wurden erst im Zuge der Industrialisierung etwa ab Mitte des 19. Jahrhunderts erreicht. Ab 1840 war der Karl-Schacht auf 99 m Tiefe abgeteuft worden und aufgelassen im Jahr 1874. Zuvor fand eine Förderung über Stollen statt. Im Jahr 1851 wurde der Isabellenschacht abgeteuft. Einen entscheidenden Fortschritt brachte 1865 die Eröffnung der Bahnlinie Tutzing–Penzberg, was den Kohlentransport deutlich vereinfachte und den Ausstoß um den Faktor fünf ermöglichte. Täglich wurde mindestens ein Kohlenzug abgefertigt.
Miesbacher Steinkohlen-Gewerkschaft
1869 wurde der Eichthal’scher Bergbau durch die Miesbacher Steinkohlen-Gewerkschaft übernommen. Zu dieser Zeit hatte das Bergwerk 150 Arbeiter. Im selben Jahr wurden die bergrechtlichen Grundlagen für den Besitz und Betrieb einer Kohlengrube geändert. Bis dahin war noch die mittelalterliche Belehnung Rechtsgrundlage, auch wenn sie mit Privilegien, also dem Alleinanspruch auf den Abbau der Kohle verbunden war.
Oberbayerische Aktiengesellschaft für Kohlenbergbau
1870 vollzog sich die Umwandlung in eine Aktiengesellschaft, die Oberbayerische Aktiengesellschaft für Kohlenbergbau, oft kurz als „Oberkohle“ bezeichnet. Sie betrieb die Gruben Penzberg und Hausham. Diese Aktiengesellschaft baute in der Folge Unterkünfte für Grubenarbeiter, die aus Böhmen, Kroatien, Südtirol, Lombardei, Oberösterreich und der Oberpfalz kommen sollten. 1875 wurde der Isabellenschacht aufgelassen und der Herzog-Karl-Theodor-Schacht abgeteuft. 1891 begann das Abteufen des Henleschachts. 1907 wurde eine Kohlenwäsche errichtet. Ab 1913 teuften die Bergleute im Nonnenwald den Nonnenwaldschacht bis auf 510 Meter und ab 1919 begann die Förderung. Von Penzberg in den Nonnenwald wurde eine Schmalspurbahn gebaut. Dort wurden zwei Dampflokomotiven eingesetzt, die zuvor auf der Berghalde im Einsatz waren. Eine Lok wurde am Nonnenwaldschacht zum Bergstürzen und die zweite zum Transport vom Grubenholz eingesetzt. Für den Transport der Kohle wurde 1923 eine 2085 Meter lange Seilbahn vom Nonnenwaldschacht zur Kohlenwäsche gebaut. 1933 wurde der Henleschacht aufgelassen.
Hibernia AG
1936 wurde die Oberbayerische Aktiengesellschaft für Kohlenbergbau eine große Tochtergesellschaft der großen Bergwerksgesellschaft Hibernia AG in Herne. 1937 wurde der Herzog-Karl-Theodor-Schacht aufgelassen und die Kohle wurde nur noch aus dem Nonnenwaldschacht abgebaut, da der Abbau in den anderen Schächten ab dann beendet war. 1951 erreichten 2000 Mann Belegschaft eine Jahresförderung von knapp 360.000 Tonnen verwertbarer Kohle. Von 1951 bis 1956 teuften die Bergleute den Nonnenwaldschacht weiter auf 684 Meter ab. In Hohenbirken wurde ein 636 Meter tiefer neuer Wetterschacht mit einer Absaugleistung von 3200 m3/min abgeteuft. Die Nonnenwaldseilbahn wurde demontiert und ab 1956 wurde die Kohle mit einer elektrischen Normalspurbahn zur Sortierung nach Penzberg transportiert. Mit einem Verbindungsgleis wurde die bergwerkseigene Bahnverbindung Sortierung–Nonnenwald an den Güterbahnhof angeschlossen und das Bergwerk konnte mit Material versorgt werden. Dadurch wurde die kleine Schmalspurbahn ersetzt. Im Laufe der Jahre wurde die Grubentechnik modernisiert, mechanisiert und automatisiert.
Schließung
Anfang der 1960er Jahre drängte das zunehmend billigere Erdöl auf den Energiemarkt und machte der Kohle Konkurrenz. Am 11. November 1965 beschloss der Aufsichtsrat, die Gesellschaft aufzulösen und die Schließung des Penzberger Bergwerks wegen mangelnder Rentabilität und Absatzmangel. Am 30. September 1966 um 10 Uhr stand der letzte Förderwagen auf dem Gleis der 5. Sohle, in 650 Metern Tiefe. 250 Bergleute dieser Schicht begleiteten den Förderwagen. Mit der Einstellung schieden 537 Arbeiter und 26 Angestellte aus. Die verbliebenen 256 Arbeiter und 67 Angestellten waren bis zum Sommer 1967 mit Demontage- und Abwicklungsarbeiten beschäftigt. Einige Bergleute arbeiteten bis 1971 im Peißenberger Bergwerk, andere beim U-Bahnbau in München. Manche gingen in den Ruhestand. Nach der Einstellung des Betriebs war die Oberkohle bis 1972 in Penzberg beschäftigt, die Gesellschaft abzuwickeln. Am 1. März 1967 wurde mit der Zufüllung des Nonnenwaldschachtes mit 14.000 Kubikmeter Kies begonnen. Das Werksgelände verfiel in dieser Zeit und ab 1968 bis 1974 begannen die Abbrucharbeiten. Am 21. Januar 1972 wurde das 45 Meter hohe Fördergerüst des Nonnenwaldschachtes gesprengt. 1979 wurde die Oberbayerische Aktiengesellschaft für Kohlenbergbau aufgelöst. Bis 1966 verunglückten im Bergwerk 246 Personen tödlich. Das ehemalige Bergwerksgelände wurde in ein Wohn- und Gewerbegebiet erschlossen und im Nonnenwald entstand ein Industriegebiet. Heute erinnern dort Straßennamen an die Bergwerkszeit. Die Straßenabzweigung (Grube/Henlestraße) war früher die Werkszufahrt zur Schachtanlage.

## Bahnkraftwerk
Am 9. August 1943 begann der Bau eines Bahnkraftwerkes mit Gleisanschluss, der jedoch am 30. Oktober 1944 kriegsbedingt eingestellt wurde. Am 30. Januar 1951 wurde das Dampfkraftwerk dann im Teilausbau mit einer Leistung von 39 Megawatt in Betrieb genommen. Mit ihm konnte etwa ein Drittel der Förderung verwertet werden. Am 23. April 1951 übernahm das Bergwerk die Führung des Kesselbetriebes. Der Gebäudekomplex bestand im Wesentlichen aus einem Speisewasserhaus, Maschinenhalle, Verwaltungsgebäude und einem 34 Meter hohen Kesselhaus mit 98 Meter hohem Schornstein, in dem Dampf erzeugt wurde, der als Wärmeenergie an die Deutsche Bundesbahn für die Dampfturbinen verkauft wurde. In der 3.000 Quadratmeter großen Maschinenhalle wurde hauptsächlich einphasiger Bahnstrom mit 16 2⁄3 Hertz, aber auch Dreiphasenwechselstrom mit 50 Hertz erzeugt. Letzterer diente zur Versorgung des Bergwerks, aber auch zur Versorgung von sehr kleinen Teilen Penzbergs (Inselnetz). Der Bau war noch auf einen weit größeren Anteil hin ausgelegt, die entsprechenden Kessel und Turbinen wurden aber nie eingebaut. Nach Schließung des Bergwerks wurde das Kraftwerk bis 1968 mit Kohle aus restlichen Haldenbeständen betrieben, danach wurde es bis zu seiner Stilllegung am 30. April 1971 mit Kohle aus Peißenberg, aus dem Saarland und dem Ruhrgebiet beliefert. Am 28. Oktober 1978 erfolgte eine Teilsprengung des Kesselhauses und am 17. Februar 1979 wurde der Schornstein gesprengt. Das Speisewasserhaus, Verwaltungsgebäude wurden abgebrochen. Ebenso wurde das Umspannwerk und die Freileitungsmasten abgebaut. Die ehemalige Maschinenhalle mit Gleisanschluss blieb erhalten und wurde bis 2008 von einem Verwertungsbetrieb genutzt. Ebenso blieb das Pförtnerhaus erhalten. Heute erinnert eine Straße „Am Alten Kraftwerk“ daran, die früher die Werkszufahrt war. Auch das 1,6 Kilometer östlich im Ortsteil Maxkron gelegene Pumpenhaus mit dem Ausgleichs-Wasserturm, Auslaufbecken und Ein- und Auslaufwerk, von dem einst Kühlwasser von der Loisach zum Kraftwerk gepumpt wurde, existiert heute noch und verfällt.

## Erinnerungen
Bergknappenverein
Am 23. November 1968 rief der ehemalige Bergwerksdirektor Karl Balthasar alle ehemaligen Bergleute zur Gründung eines Vereins auf. In der heute nicht mehr existierenden Gaststätte „St. Barbara“ in Penzberg gründeten 31 ehemalige Bergleute am 27. November 1968 den Penzberger Bergknappenverein. Zielsetzung ist es, die bergmännische Tradition weiterhin zu pflegen und zu erhalten. Jedes Jahr am 4. Dezember am Barbaratag werden Barbarazweige verteilt.
Bergwerksmuseum
Das Bergwerksmuseum wurde 1968 im Untergeschoss der Penzberger Realschule von ehemaligen Bergleuten erbaut und eingerichtet. Es beinhaltet eine Dauerausstellung, deren Kernstück originalgetreue Streckenausbauten sind. Zusammen mit dem Gezähe, Hunten, Grubentelefonen, Signalstationen, einer simulierten Sprengung und einem Blindschacht aus der Grube vermitteln sie ein realistisches Bild des Arbeitslebens unter Tage. Die verschiedenen Entwicklungsstufen des Kohleabbaus – vom Handabbau bis zum voll mechanisierten Betrieb – werden dargestellt. Außerdem zu sehen ist eine Sammlung von originalen Grubenlampen, Vermessungsgeräten, Kartenmaterial, Fotografien und Zeitdokumenten. Modelle, Medienstationen und Filmdokumente erläutern darüber hinaus die Arbeitsabläufe im Bergwerk. 2012 übernahm die Stadt Penzberg vom Bergknappenverein die Trägerschaft. Das Museum wurde umgebaut, modernisiert und am 28. Juni 2013 wiedereröffnet.
Berghalde
Markantestes Zeichen aus der Bergbauzeit ist heute das Penzberger „Freizeit- und Erholungsgebiet Berghalde“. Das angefallene Nebengestein wurde in Schachtnähe auf eine Halde gekippt. Am Anfang wurde der Transport von Hand, später mit Pferden und ab 1894 mit einer kleinen Schmalspur-Dampflokomotive durchgeführt. 1896 wurde eine zweite eingesetzt, da die Kippstellen immer weiter von den Schächten entfernt waren. Die ebenen und schachtnahen Sturzflächen waren jedoch bald verfüllt. 1910 wurde eine mit neun Stützen 1340 Meter lange Bergseilbahn ins östliche angrenzende Moorgebiet gebaut und ersetzte die kleine Schmalspurbahn. „Penzberger Dolomiten“ nannten die Einheimischen damals die oft rutschende und schwankende Halde, die mitten im Moorgebiet aufgetürmt wurde. 1936 wurde eine mit sechs Stützen 1460 Meter lange zweite Bergseilbahn gebaut, da der Sturzraum erschöpft war und Probleme mit der Standsicherheit auftraten. Die zweite Seilbahn hatte denselben Ausgangspunkt, wurde verschwenkt nach Süden gebaut. Anschließend baute man die erste Seilbahn ab. 1954 war auch hier die Kippmöglichkeit ausgeschöpft und die zweite Seilbahn wurde abgebaut. Am 31. Januar 1955 sprengten amerikanische Pioniere zu Übungszwecken die bis zu 50 Meter hohen Stützen und die Umkehre. Danach übernahmen große Muldenkipper den Transport des Abraums und die Kesselasche auf den Berghaufen bis 1966. Der Transport erfolgte zwischen den beiden Seilbahnhalden, so dass eine schräg aufwärts führende Hochebene entstand. Auf 1,1 Kilometern Länge, 400 Metern Breite und 65 Metern Höhe sind rund 13 Millionen Kubikmetern Abraum gelagert.
Nach der Stilllegung des Betriebs wurde die Halde langsam von der Natur überwuchert. Von 1974 bis 1975 wurde die gefährliche, unzugängliche Halde auf Grundlage eines Entwurfs des Penzberger Landschaftsarchitekten Josef Probst umgestaltet, begrünt und bepflanzt. Ebenso wurde ein Rundweg angelegt. 2003 errichtete der Penzberger Gesellschaftsverein Die Jungritter auf der Berghalde eine Barbarakapelle zur Erinnerung an den Bergbau und an die Bergleute. Im Oktober 2006 weihte der Penzberger Bergknappenverein ein Denkmal auf der Berghalde ein, das an diese Bergseilbahn erinnert.
Bergbaudenkmäler
- 1878 Grabdenkmal (Friedhof)
- 1975 Tuffsteinblöcke symbolisieren die Stollen und Schächte (Grube/Henlestraße)
- 1975 Original Seilscheibe vom Fördergerüst des Nonnenwaldschachtes (Grube/Henlestraße)
- 1975 Bergmann Bronzestatue (Rathausplatz)
- 1988 Hunt (Realschule/Bergwerksmuseum)
- 1999 Original Schmalspurlokomotive „Bockerl“ (Bahnhofstraße/Bichler Straße)
- 2003 Barbarakapelle (Berghalde)
- 2006 Bergseilbahn in Teilnachbau (Berghalde)
- 2006 Hunt (Ortseingänge)
- 2016 Kohlstadlschix Bronzestatue (Rathausplatz)
- 2018 Förderturm-Modell (Nonnenwald)

Bergbau-Rundweg
Der Bergbau-Rundweg führt in 13 Stationen dorthin, wo sich früher Einrichtungen des Bergwerks befunden haben. Der Rundweg führt durch das Stadtgebiet und Berghalde.
Geschichtspfad
Der Geschichtspfad führt in 32 Stationen im ganzen Stadtgebiet über die Geschichte der Stadt und Bergwerk.
Stadt- und Bergknappenkapelle Penzberg
1874 wurde von Bergmann Anton Unger die Bergknappenkapelle gegründet. Seit der Stadterhebung im Jahre 1919 trägt sie den Titel Stadt- und Bergknappenkapelle Penzberg. Der Verein besteht heute noch und bei verschiedenen Veranstaltungen und Umzügen treten sie im Berghabit auf.
Glück-Auf-Chor Penzberg
1887 wurde der Gesangsverein „Glück-Auf“ gegründet, hervorgegangen aus der Gesangsgruppe des Handwerker-Vereins. Der Verein besteht heute noch und tritt bei verschiedenen Veranstaltungen auf.
Ampelmännchen
Zum 100-jährigen Jubiläum der Stadterhebung Penzbergs im Jahr 2019 bekamen die Fußgängerampeln an der Hauptkreuzung Karlstraße/Bahnhofstraße neue Ampelmännchen. Sie zeigen einen rot stehenden und grün gehenden Bergmann mit Grubenlampe.
Relikte
Vom Bergwerk ist heute kaum etwas übriggeblieben. Der 250 Meter lange ehemalige Wasserstollen (Tiefenstollen) am Schachthügel ist heute noch vorhanden, begehbar und wurde 1996 ins städtische Kanalnetz eingebunden. Im ehemaligen Direktorenhaus an der Grube befindet sich heute ein Kindergarten und Wohnungen. Im ehemaligen Ökonomiehof an der Freiheit befanden sich Pferdeställe, Gärtnerei, Werkswohnungen und Werkskantine. Er ist heute bewohnt und in einem baulich veränderten Zustand. Die ersten Werkswohnhäuser an der Christianstraße existieren heute noch in einem baulich veränderten Zustand. Ebenso existieren heute noch wenige „Bergwerkshäuser“ an der Sigmund- und Karlstraße in einem baulich veränderten Zustand. In einem Haus mit Anbau befindet sich heute das Museum Penzberg mit einer Dauerausstellung Bergarbeiterwohnung. Auf einem Industriegelände im Nonnenwald befindet sich das ehemalige Pförtnerhaus. In einem Waldstück befinden sich Fundamente von der ehemaligen Nonnenwaldseilbahn, ebenso Oberleitungsmasten von der ehemaligen Bahnstrecke zur Schachtanlage Nonnenwald. Ein Teilstück davon ist heute ein Weg. Die 1894 erbaute Schmalspurlokomotive entging 1964 knapp der Verschrottung und wurde der Stadt Penzberg als Attraktion für einen Kinderspielplatz an der Gustavstraße geschenkt. Als der Verfall drohte, wurde die Lok sichergestellt und restauriert. Heute steht die Lok an der Abzweigung Bahnhofstraße/Bichler Straße. Eine originale Seilscheibe vom Fördergerüst des Nonnenwaldschachtes wurde in einen Steinblock gesetzt und steht heute an der Abzweigung Grube/Henlestraße. An ihr befindet sich die Inschrift: „1796 KOHLENBERGBAU 1966“. Beim Abbruch des ehemaligen Direktionsgebäudes an der Henlestraße wurde das kleine Zwiebeltürmchen abgehoben und auf der Berghalde aufgestellt, wo sie eine Zeit lang als Wetterstation diente. Sie ist heute noch vorhanden. An der Abzweigung Grube/Nonnenwaldstraße steht in einem baulich veränderten Zustand das ehemalige Angestelltenhaus mit seinem Mansardwalmdach. In der Eichthalstraße am ehemaligen Wohnhaus vom ehemaligen Bergwerksdirektor Karl Balthasar befindet sich über den Garagen der Schlussstein mit der Jahreszahl 1875 vom ehemaligen Rohrschacht. Dieser Stein wurde 1969 beim Bau der Henlestraße entdeckt.
Straßennamen
- Am Alten Bahnhof: Bis 1898 war Endstation der Bahnlinie Tutzing–Penzberg. Mit der Verlängerung der Bahnlinie von Penzberg nach Kochel am See wurde der Personenverkehr zum neuen Personenbahnhof an der Philippstraße verlegt, und der alte Bahnhof diente bis 1976 als Güterbahnhof. Bedeutsam war der alte Bahnhof für den Transport der Kohle.
- Am Alten Kraftwerk: Von 1951 bis 1971 war hier das Bundesbahnkraftwerk im Betrieb. Es war ein Dampfkraftwerk, zur Strom- und Drucklufterzeugung wurde Kohle verbrannt.
- Am Isabellenschacht: In der Nähe war der Isabellenschacht, benannt nach Isabella Gräfin Khuen von Belasi, der Ehefrau von Freiherr Karl von Eichthal.
- Am Schachthügel: Standort verschiedener Schachtanlagen (Karl-, Isabellen-, Herzog-Karl-Theodor- und Henle-Schacht).
- Barbarastraße: Die heilige Barbara ist die Schutzpatronin der Bergleute.
- Bürgermeister-Rummer-Straße: 1945 verhinderte Hans Rummer mit anderen Helfern die Zerstörung des Bergwerks während des Zweiten Weltkriegs.
- Christianstraße: Christian Düll war von 1870 bis 1904 Vorstandschaft und später Aufsichtsratsmitglied der Oberbayerischen Aktiengesellschaft für Kohlenbergbau. 1871 baute das Bergwerk am oberen Ende dieser Straße für die vielen zugezogenen Bergleute die ersten Werkswohnhäuser. Dies war der Anfang der späteren Bergarbeiterkolonie.
- Eichthalstraße: Die Freiherren von Eichthal betrieben von 1828 bis 1869 das Bergwerk.
- Flößerstraße: Zur Erinnerung an die betriebene Flößerei. Die Kohle wurde bis 1806 auf Flößen über die Loisach bei Maxkron transportiert.
- Grube: Örtliche Bezeichnung für Bergwerk.
- Glückaufstraße: Glückauf ist ein Bergmannsgruß.
- Gustavstraße: Gustav Ritter von Schoeller war Aufsichtsratsmitglied der Oberbayerischen Aktiengesellschaft für Kohlenbergbau.
- Henlestraße: In der Nähe war der Henle-Schacht, benannt nach Hofrat Sigmund von Henle, der von 1870 bis 1901 Aufsichtsratsmitglied der Oberbayerischen Aktiengesellschaft für Kohlenbergbau war.
- Karlstraße: Karl Fohr war von 1870 bis 1887 Generaldirektor in der Vorstandschaft und später Aufsichtsratsmitglied der Oberbayerischen Aktiengesellschaft für Kohlenbergbau.
- Knappenstraße: Der Beruf Knappe war ein Ausbildungsberuf im Bergbau.
- Knappschaftsweg: Die Bundesknappschaft war für die Bergleute Träger der gesetzlichen Rentenversicherung, Krankenversicherung und Pflegeversicherung. 1904 wurde dort das Knappschaftskrankenhaus erbaut, 1926 und 1951 erweitert.
- Mathias-Flurl-Straße: Der bayerische Berg- und Münzrat Mathias von Flurl entdeckte 1792 die Kohlevorkommen in Penzberg.
- Michael-Pfalzgraf-Platz: Michael Pfalzgraf gründete 1898 in Penzberg die erste Bergarbeitergewerkschaft.
- Philippstraße: Philipp Ritter von Schoeller war von 1870 bis 1892 Aufsichtsratsmitglied der Oberbayerischen Aktiengesellschaft für Kohlenbergbau.
- Robertstraße (heute Friedrich-Ebert-Straße) Robert von Fröhlich war Aufsichtsratsmitglied der Oberbayerischen Aktiengesellschaft für Kohlenbergbau.
- Sigmundstraße: Hofrat Sigmund von Henle war von 1870 bis 1901 Aufsichtsratsmitglied der Oberbayerischen Aktiengesellschaft für Kohlenbergbau.
- Ökonomiehof (heute Teilstück An der Freiheit). Das ehemalige Wirtschaftsgebäude wurde 1873 gleichzeitig mit den ersten Werksanlagen erbaut.